# Le Testament des siècles
Le Testament des siècles est un thriller écrit par l'écrivain français Henri Lœvenbruck et édité par Flammarion en 2003.
Le roman a été adapté en bande dessinée, en deux tomes parus en 2007 et 2009, sur un scénario de Nicolas Jarry et Henri Lœvenbruck, et des dessins de Christian Pacurariu.

## Synopsis
Installé aux États-Unis, Damien Louvel rentre en France à la suite du décès tragique de son père. Il découvre alors que celui-ci recherchait un mystérieux objet - la pierre de lorden.
Damien décide de poursuivre les investigations de son père et se lance dans une enquête qui va bouleverser sa vie à jamais et le mener sur la piste des Templiers, des francs-maçons et d'Albrecht Dürer. Hacké, traqué, menacé, il tentera de mettre au jour le plus vieux secret de l'humanité : le dernier message laissé par le Christ.

## Éditions
Édition originale
- Henri Lœvenbruck, Le Testament des siècles, Paris, Flammarion, 3 octobre 2003, 375 p. (ISBN 978-2-08-068481-3, BNF 39070788)

Réédition au format de poche
- Henri Lœvenbruck, Le Testament des siècles, Paris, J'ai lu, coll. « J'ai lu. Thriller » (no 8251), 12 janvier 2007, 378 p. (ISBN 978-2-290-00151-6, BNF 40959856)

## Adaptation en bande dessinée
- Nicolas Jarry (coscénariste), Henri Lœvenbruck (coscénariste), Christian Pacurariu (dessinateur) et George Freeman (coloriste), Le Testament des siècles, vol. 1 : Melencolia, Toulon, Soleil Productions, coll. « Secrets du Vatican », 24 octobre 2007, 47 p. (ISBN 978-2-84946-943-9, BNF 41158410)
- Nicolas Jarry (coscénariste), Henri Lœvenbruck (coscénariste), Christian Pacurariu (dessinateur) et Antoine Quaresma (coloriste), Le Testament des siècles, vol. 2 : La Pierre de Iorden, Toulon, Soleil Productions, coll. « Secrets du Vatican », 23 septembre 2009, 47 p. (ISBN 978-2-302-00640-9, BNF 42071561)